# آنینین د منکایو
آنینین د منکایو (به اسپانیایی: Añón de Moncayo) یک دهستان در اسپانیا است که در استان ساراگوسا واقع شده‌است. آنینین د منکایو ۶۴٫۳۳ کیلومتر مربع مساحت و ۲۶۳ نفر جمعیت دارد و ۸۳۶ متر بالاتر از سطح دریا واقع شده‌است.